# Маслен чай
Маслен чай, също тибетски чай (тиб. བོད་ཇ་, Вайли bod ja) или часуйма (тиб. ཇ་སྲུབ་མ་, Вайли ja srub ma), е напитка, популярна в хималайския регион: Непал, Бутан, Индия (Сиким) и най-вече в Тибет.
По традиция се приготвя от чаени листа, масло от як, вода и сол, въпреки че кравето масло е все по-често използвано, имайки предвид достъпността му и ниската му цена.
Същата рецепта и съставки включва и джомба, традиционна калмикска напитка от дълго варен чай с мляко, масло и подправки.

## Обичаи
Пиенето на маслен чай е редовна част от живота на тибетците. Преди да започнат работа, тибетците обикновено изпиват няколко купички от тази напитка. Също така, тя винаги се поднася на гости. Тъй като маслото е основната съставка, масленият чай предоставя много калории и е особено подходящ за високи надморски височини. Маслото, също така, може да предотврати хейлит (напукани устни).
Според тибетския обичай, масленият чай се пие на отделни глътки, а след всяка глътка домакинът напълва отново купичката до ръба. Следователно гостът никога не може да изпие цялата купичка – тя е постоянно пълна. Ако посетителят не иска да пие повече, най-добре е просто да остави чая, докато стане време да си ходи и тогава да изпие купичката. По този начин, етикетът е спазен и домакинът няма да се обиди.
Масленият чай също се използва за ядене на цампа, като се излива върху нея или като се смеси и разбърка с нея.
Концентратът, произведен от многократно сварените чаени листа, издържа до няколко дни и често се използва в градовете. След това чаят се смесва със сол или масло в специален гюм и се разбива силно, преди да бъде сервиран горещ. В днешно време често се използва и електрически пасатор.

## История
Съществуват доказателства, че чаят е използван в Тибет отпреди 10 век, но той добива универсалния си статут към 13 век, по времето на будистката школа Сакя.

## Приготвяне
Най-висококачественият чай се прави, като чаените листа се варят във вода за около половин ден, докато придобие тъмнокафяв цвят. След това се обезмаслява и се излива в цилиндър с прясно масло от як и сол, който след това се разтърсва. Резултатът е лилавееща течност, която е с гъстота, подобна на яхния. След това се налива в глинени чайници или буркани.
Друг метод включва варенето на вода, след което се добавят шепи чаени листа във водата, които киснат, докато водата стане почти черна. След това се добавя солта. После чаят се прецежда през конски косми или гевгир от тръстика в дървен гюм за масло, след което се добавя голяма бучка масло. След това сместа се разбива, докато чаят достигне точната плътност и се прехвърля в медни съдове, които се поставят на мангал, за да ги топли. Когато няма на разположение гюм, дървена купа и бързо разбъркване са достатъчни.
В днешно време, когато чаени листа, масло от як и дървени гюмове за масло не са на разположение, хората често правят маслен чай, използвайки чаени торбички, различни видове масло от магазина и пасатор вместо гюм.